# Бураза (комуна)
Бураза  — одна з комун провінції Гітега, у центральному Бурунді. Центр — однойменне містечко Бураза.